# Lycosa cerrofloresiana
Lycosa cerrofloresiana là một loài nhện trong họ Lycosidae.
Loài này thuộc chi Lycosa. Lycosa cerrofloresiana được Alexander Petrunkevitch miêu tả năm 1925.